# Klinik Bühl
Das Klinikum Mittelbaden Baden-Baden Bühl, Klinik Bühl, vormals Kreiskrankenhaus Bühl, ist ein Krankenhaus der medizinischen Grundversorgung in Bühl und verfügt über 164 Betten.

## Geschichte
Das Krankenhaus in Bühl wurde im November 1966 eröffnet und löste damit das alte Städtische Krankenhaus in der Herrmannstraße ab. Auf dem Gelände des ehemaligen Krankenhauses befindet sich heute das ebenfalls zum Verbund der Klinikum Mittelbaden gehörende Seniorenwohnheim Erich-Burger-Heim.

### Einrichtung
- Ambulantes OP-Zentrum
- Klinik für Allgemeine Innere Medizin und Palliativmedizin
- Klinik für Allgemein- und Viszeralchirurgie
- Klinik für Altersmedizin
- Klinik für Anästhesiologie, Intensivmedizin und Schmerztherapie
- Klinik für Handchirurgie, Plastische und Rekonstruktive Chirurgie
- Klinik für Unfallchirurgie
- Zentrum für Sportmedizin
- Belegabteilung Hals-Nasen-Ohren (HNO)
- Abteilung für Schmerztherapie

## Belege
1. ↑  Das neue Krankenhaus in Bühl, Konkordia AG für Druck und Verlag, Bühl-Baden, erschienen anlässlich der Einweihung am 4. November 1966; Beiträge von: Erich Burger, Otto Gartner, Archivarin W. Modesta, Erika Schappeler-Honnei, Joseph Harbrecht, Architekt Heinz Gaiser, Klaus Kapuste.